# Holmium(III)-fluorid
Holmium(III)-fluorid ist eine anorganische chemische Verbindung des Holmiums aus der Gruppe der Fluoride.

## Gewinnung und Darstellung
Holmium(III)-fluorid kann durch Reaktion von Ammoniumfluorid mit Holmium(III)-oxid und thermische Zersetzung des entstehenden Ammoniumsalzes gewonnen werden.
{\displaystyle \mathrm {Ho_{2}O_{3}+6\ NH_{4}F\longrightarrow 2\ HoF_{3}+6\ NH_{3}+2\ H_{2}O} }

## Eigenschaften
Holmium(III)-fluorid stellt ein gelbliches Pulver dar, das unlöslich in Wasser ist.  Es hat ein orthorhombisches Kristallsystem (entsprechend beta-Yttrium(III)-fluorid) mit der Raumgruppe Pnma (Raumgruppen-Nr. 62). Es existiert jedoch auch eine trigonale Tieftemperaturform vom Lanthan(III)-fluorid Typ.
Die optischen Eigenschaften werden im Bereich der Lasertechnologie erforscht.